# Belton (Texas)
Belton ist eine Stadt im Bell County im US-Bundesstaat Texas in den Vereinigten Staaten von Amerika und Sitz der County-Verwaltung (County Seat) des Bell Countys. Das U.S. Census Bureau hat bei der Volkszählung 2020 eine Einwohnerzahl von 23.054 ermittelt.

## Geographie
Die Stadt liegt etwas östlich des geographischen Zentrums von Texas am Nolan Creek und der Kreuzung der Interstate 35 mit dem U.S. Highway 190. Belton hat eine Gesamtfläche von 34,1 km², wovon 1,7 km² Wasserfläche ist. Die Entfernung zu Austin im Südwesten beträgt etwa 85 km, zu Dallas im Nordosten ca. 200 km und zum Golf von Mexiko im Südosten etwa 600 km.

## Geschichte
Die Gegend wurde erstmals um 1840 besiedelt. Die ersten Siedler waren deutsche und irische Einwanderer. Belton wurde 1850 zuerst als Nolanville, benannt nach Philip Nolan gegründet, dann als Sitz der County-Verwaltung gewählt und in Belton umbenannt. Innerhalb der folgenden zehn Jahre wurde das Bezirksgerichtsgebäude erbaut sowie mehrere Geschäfte, ein Laden, eine Kirche, mehrere Saloons und andere Geschäfte. Das heute noch benutzte Gerichtsgebäude wurde 1886 erbaut. Während des Amerikanischen Bürgerkriegs dienten mehr als 1000 Männer aus Belton und dem Bell County in der Armee der Konföderierten.

## Demographie
Nach der Volkszählung im Jahr 2000 lebten hier 14.623 Menschen in 4.742 Haushalten und 3.319 Familien. Die Bevölkerungsdichte betrug 452,4 Einwohner pro km². Ethnisch betrachtet setzt sich die Bevölkerung zusammen aus 72,67 % weißer Bevölkerung, 8,10 % Afroamerikanern, 0,64 % amerikanischen Ureinwohnern, 0,95 % Asiaten, 0,10 % Bewohnern aus dem pazifischen Inselraum und 14,83 % aus anderen ethnischen Gruppen. Etwa 2,71 % stammen von zwei oder mehr Rassen ab und 25,13 % der Bevölkerung sind Spanier oder Lateinamerikaner.
Von den 4.742 Haushalten hatten 37,3 % Kinder unter 18 Jahre, die im Haushalt lebten. 49,9 % davon waren verheiratete, zusammenlebende Paare. 16,1 % waren allein erziehende Mütter und 30,0 % waren keine Familien. 24,6 % aller Haushalte waren Singlehaushalte und in 10,6 % lebten Menschen, die 65 Jahre oder älter waren. Die Durchschnittshaushaltsgröße betrug 2,69 und die durchschnittliche Größe einer Familie 3,23 Personen.
26,9 % der Bevölkerung waren unter 18 Jahre alt, 18,4 % von 18 bis 24, 26,5 % von 25 bis 44, 17,1 % von 45 bis 64, und 11,1 % die 65 Jahre oder älter waren. Das Durchschnittsalter war 28 Jahre. Auf 100 weibliche Personen aller Altersgruppen kamen 95,0 männliche Personen. Auf 100 Frauen im Alter von 18 Jahren und darüber kamen 90,4 Männer.
Das jährliche Durchschnittseinkommen eines Haushalts betrug 32.052 USD, das Durchschnittseinkommen einer Familie 38.635 USD. Männer hatten ein Durchschnittseinkommen von 31.304 USD gegenüber den Frauen mit 20.678 USD. Das Prokopfeinkommen betrug 14.345 USD. 17,9 % der Bevölkerung und 12,7 % der Familien lebten unterhalb der Armutsgrenze. Davon waren 20,7 % Kinder und Jugendliche unter 18 Jahren und 14,0 % waren 65 oder älter.

## Kriminalität

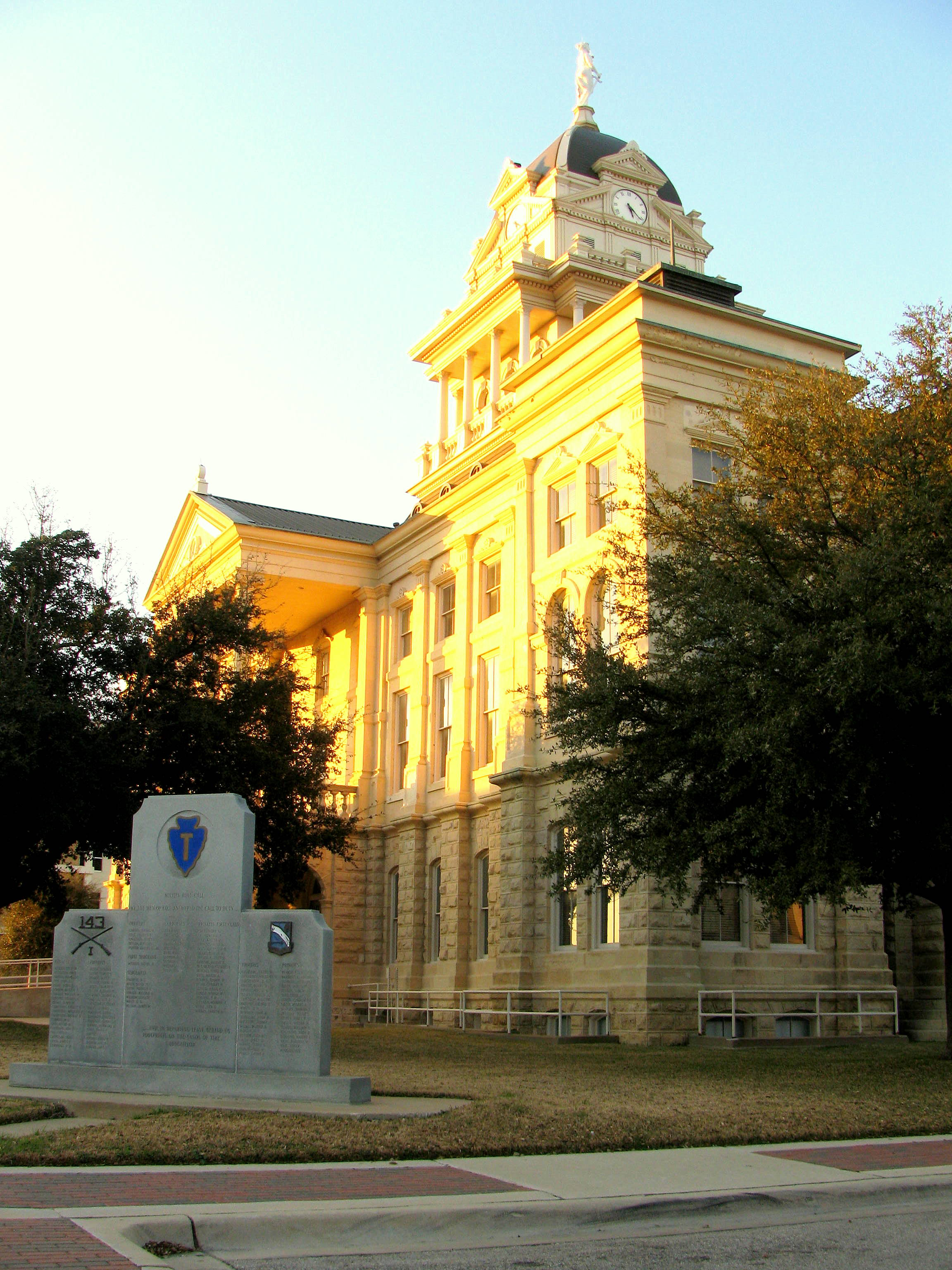
Bell County Courthouse, gelistet im NRHP mit der Nr. 76002004

Die Kriminalitätsrate von 2004 hat einen Index von 208,2 Punkte. (Vergl. US-Landesdurchschnitt: 327,2 Punkte)

2004 gab es drei Vergewaltigungen, fünf Raubüberfälle, 31 tätliche Angriffe auf Personen, 82 Einbrüche, 333 Diebstähle und 31 Autodiebstähle.

## Söhne und Töchter der Stadt
- Walton Walker (1889–1950), Armeeoffizier im Ersten und Zweiten Weltkrieg und erster Kommandeur der 8. US-Armee im Koreakrieg
- Herman Brown (1892–1962), Gründer von Kellogg Brown & Root, Inc.
- Rudy Youngblood (* 1982), Schauspieler